# Антверп (Њујорк)
Антверп (енгл. Antwerp) град је у америчкој савезној држави Њујорк.

## Демографија
По попису из 2010. године број становника је 686, што је 30 (-4,2%) становника мање него 2000. године.
| Група             | 2000.       | 2010.       |
| Белци             | 680 (95,0%) | 642 (93,6%) |
| Афроамериканци    | 2 (0,3%)    | 12 (1,7%)   |
| Азијати           | 6 (0,8%)    | 0 (0,0%)    |
| Хиспаноамериканци | 21 (2,9%)   | 21 (3,1%)   |
| Укупно            | 716         | 686         |